# Kościół Matki Bożej Królowej Polski w Bydgoszczy
Kościół Matki Bożej Królowej Polski w Bydgoszczy – kościół położony w Bydgoszczy, którego patronem jest Matka Boża Królowa Polski.

## Położenie
Kościół znajduje się przy ul. Toruńskiej 428, na wschodnich krańcach Bydgoszczy na osiedlu Łęgnowo.

## Historia
Budowa kościoła odbyła się w kontekście intensywnego rozwoju ewangelickiej architektury sakralnej w Bydgoszczy i na jej przedmieściach w końcu wieku XIX i na początku XX. Wówczas wzniesiono na tym terenie osiem zborów ewangelicko-unijnych, w większości neogotyckich, licowanych czerwoną cegłą.
Gmina ewangelicko-unijna na terenie Łęgnowa istniała przed 1885, a wierni wyznania luterańskiego mieszkali na tym terenie już w XVIII w. Na początku XX w. gmina uzyskała zgodę na budowę własnej świątyni. Prace przy wznoszeniu i wyposażeniu kościoła przeprowadzono w latach 1910-1911. W tym czasie założono również cmentarz ewangelicki w centralnym punkcie wsi, który dziś jest nieczynny.
Świątynia służyła niemieckiej gminie kościoła ewangelicko-unijnego do 1945, chociaż najlepsze lata dla rozwoju parafii i zboru zakończyły się już wraz z wybuchem I wojny światowej.
Po zakończeniu II wojny światowej kościół pismem Starosty Powiatu Bydgoskiego z dnia 17 lutego 1945 r. został przekazany parafii pw. św. Stanisława Biskupa i Męczennika w Solcu Kujawskim. 9 września 1945 r. świątynia została poświęcona przez ks. Franciszka Hanelta i służyła w latach 1945-1958 jako kościół filialny parafii w Solcu Kujawskim. W tym czasie wnętrze przystosowano do pełnienia liturgii katolickiej.
1 lipca 1958 r. został utworzony w Łęgnowie-Plątnowie ośrodek duszpasterski. Odtąd świątynia służyła miejscowym wiernym. Parafia pw. Matki Bożej Królowej Polski została erygowana oficjalnie 31 maja 1968 r. przez kard. Stefana Wyszyńskiego.
W latach 1972–1974 w miejsce rozebranej pastorówki wybudowano plebanię, a budynek gospodarczy przerobiono na dom katechetyczny. Obecnie mieści się w nim magazyn Caritas diecezji bydgoskiej.
W 1978 r. tereny Łęgnowa wraz z kościołem zostały włączone w obręb administracyjny miasta Bydgoszczy.

## Architektura
Kościół zbudowany został w stylu neogotyku, popularnie stosowanym w Bydgoszczy w architekturze sakralnej na początku XX w..
Świątynia jest ceglana, z otynkowanymi blendami, wnękami okiennymi, ostrołukowymi otworami okiennymi i drzwiowymi.
Jest jednonawowa, z kwadratowym, prosto zamkniętym  prezbiterium skierowanym na wschód, wbudowanym w przyziemie wieży.
Wieża jest pięciokondygnacyjna nakryta dachem namiotowym z lukarnami. Od północy przylega do niej zakrystia.
Szczyt zachodni kościoła jest zdobiony sterczynami.

## Wnętrze
We wnętrzu kościoła, w części zachodniej, zachował się drewniany chór muzyczny. W nawie zastosowano drewniane sklepienie kolebkowe, w prezbiterium sklepienie krzyżowe, a w zakrystii strop.